# Agapetus orontes
Agapetus orontes là một loài Trichoptera trong họ Glossosomatidae. Chúng phân bố ở miền Cổ bắc.